# Thrypticus cupreus
Thrypticus cupreus är en tvåvingeart som först beskrevs av Macquart 1838.  Thrypticus cupreus ingår i släktet Thrypticus och familjen styltflugor.
Artens utbredningsområde är Kanarieöarna. Inga underarter finns listade i Catalogue of Life.